# Robin Swane

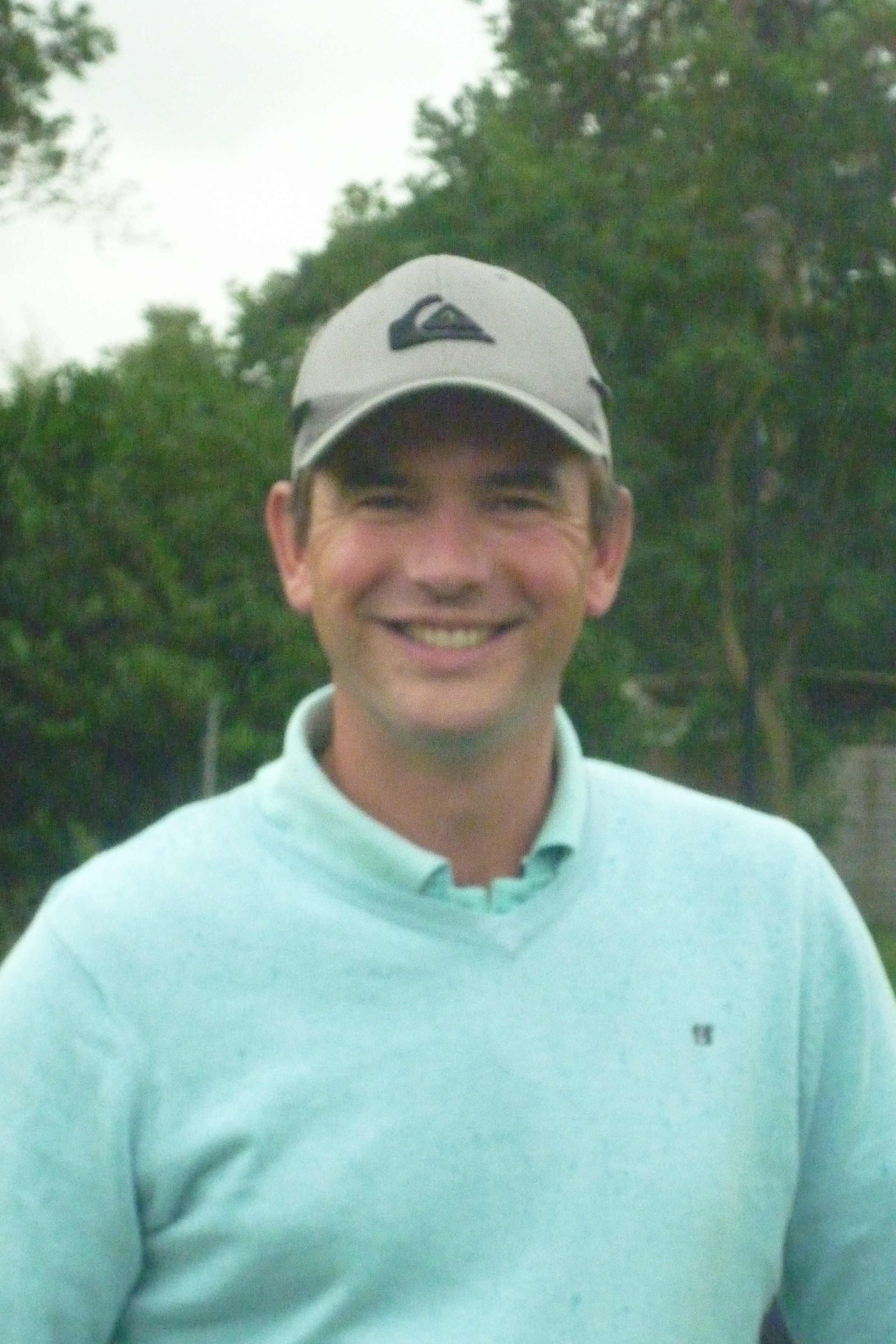
KLM Open 2011

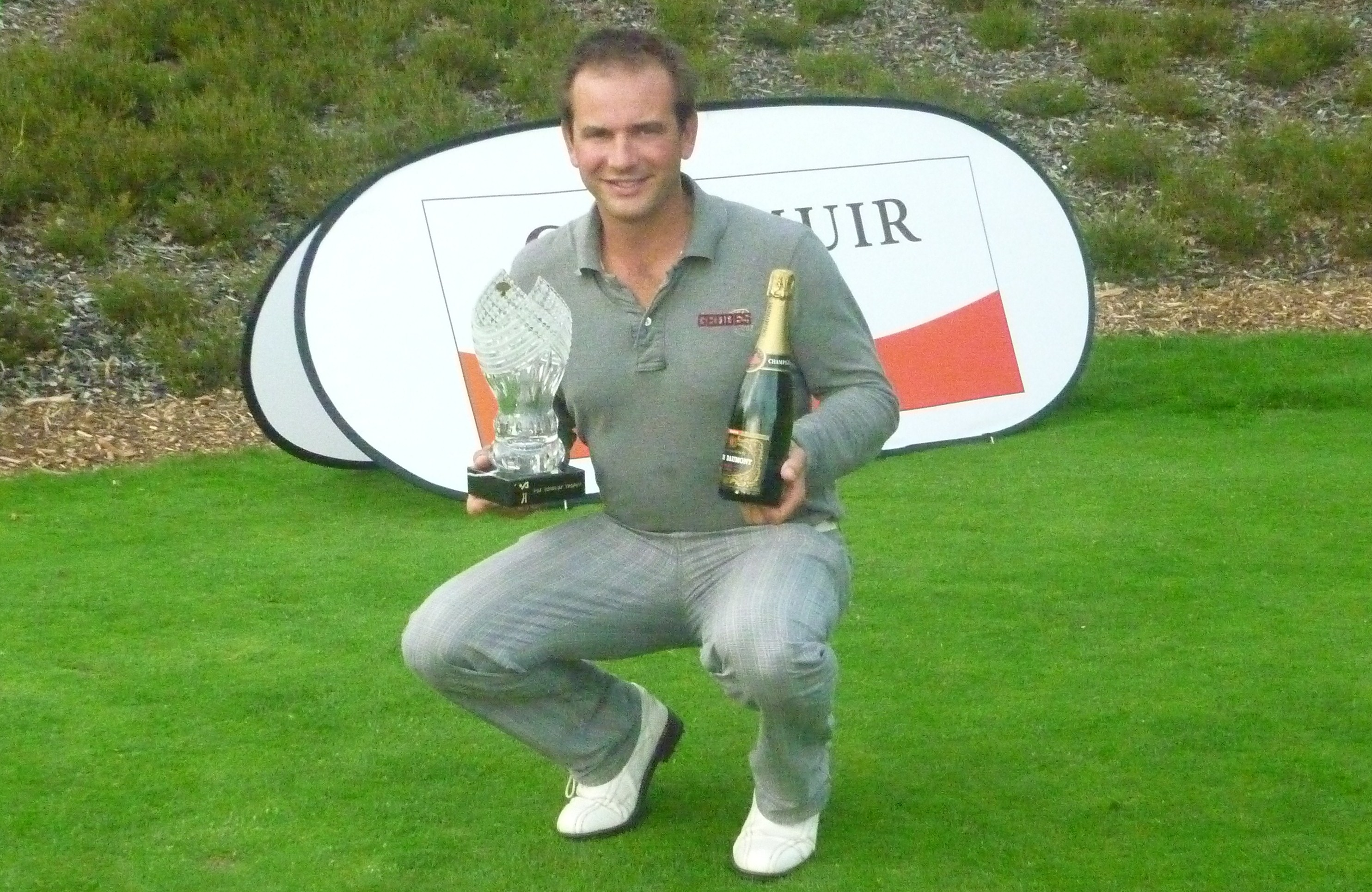
Winnaar Benelux Trophy 2011

Robin Constant Albert Swane (Nijmegen, 29 juni 1978) is een Nederlandse golfprofessional.

## Amateur
Swane groeide op in een familie van golfers. Zijn vader Victor Swane was ooit de beste speler van Nederland. Hij leert het spel op Golfclub De Dommel en wordt hier ook meerdere malen, net als zijn vader, clubkampioen in zowel matchplay als strokeplay. In 1999 verhuisde hij naar Amsterdam waar hij aan zijn studie rechten begint. In datzelfde jaar wint hij het nationaal Junior Matchplay kampioenschap, ook wordt hij opgenomen in de selectie van het Nederlands Heren Team.
In 2001 werd hij lid van Golfclub Houtrak en samen met het eerste team wint hij in 2004 de Europacup voor clubteams. Dit was het eerste Europese kampioenschap dat door Nederland werd gewonnen. Coach was de head-pro van Houtrak, Jonas Saxton. In 2003 werd hij derde op het NK Strokeplay op de Eindhovensche Golf. Dan ontmoet hij Chris van der Velde, die hem verder vooruit helpt als coach.

## Professional
In september 2005 werd Swane professional. Na een amateurcarrière met 5 internationale top 3 finishes, en in 2005 winnaar te zijn geworden van de Nationaal Open en NK Matchplay was het zijn doel om binnen drie jaar op de Europese tour te spelen.
In 2006 won Swane op de EPD Tour de openingswedstrijd in Benidorm: de Real de Faula Classic met een score van -10, en later in het jaar het Sybrook Open met -11. Hierdoor verdiende hij zijn spelerskaart voor de Challenge Tour 2007.
In 2007 won Swane op Hilversum opnieuw het Nationaal Open.
In 2008 werd hij 7de bij de Sueno Classic in Belek, Turkije. 
In september ging hij naar de eerste stage van de Qualifying School om zich te kwalificeren voor de tweede ronde. Hierbij deden zoveel kandidaten mee, dat er op drie verschillende banen gespeeld wordt. Swane kwalificeerde zich op de Circolo Golf Bogogno. De tweede stage werd in november op vier banen in Spanje gespeeld. Hij haalde geen spelerskaart en zou in 2009 weer op de Challenge Tour spelen.
In 2009 kwam hij na drie toernooien bijna in de Top-100. Op het National Open op Noordwijk eindigde hij als vijfde. In 2010 won hij de Wouwse Pro-Am, waarna hij op nummer 1 van de nationale rangorde stond. Eind juli 2011 won hij de PGA Benelux Trophy met twee rondes van 67.
Sinds 1 januari 2018 is Robin Swane head pro op Golfclub De Hoge Kleij in Leusden.

### Gewonnen
- 2010: Wouwse Pro-Am na play-off tegen Tjeerd Staal
- 2011: PGA Benelux Trophy (-10)